# Emily Dickinson
Pour les articles homonymes, voir Dickinson.
Emily Dickinson, née le 10 décembre 1830 à Amherst dans le Massachusetts et morte le 15 mai 1886 dans la même ville, est une poétesse américaine. 
Issue d'une famille aisée ayant des liens communautaires forts, elle a vécu une vie introvertie et recluse. Après avoir étudié dans sa jeunesse, durant sept ans à l'académie d’Amherst, elle vit un moment au séminaire féminin du mont Holyoke, avant de retourner dans la maison familiale à Amherst. Considérée comme une excentrique par le voisinage, elle est réputée pour son penchant pour les vêtements blancs et pour sa répugnance à recevoir des visites, voire plus tard à sortir de sa chambre. La plupart de ses amitiés sont donc entretenues par correspondance.
Bien qu’elle ait écrit presque mille huit cents poèmes, moins d’une douzaine ont été publiés de son vivant. En outre, ceux-ci ont été généralement modifiés par les éditeurs afin de se conformer aux règles poétiques de l’époque. Les poèmes de Dickinson sont en effet uniques pour leur époque : ils sont constitués de vers très courts, n’ont pas de titres et utilisent fréquemment des rimes imparfaites et des majuscules ainsi qu'une ponctuation non-conventionnelle. Un grand nombre de ses poèmes traitent de la mort et de l’immortalité, des sujets également récurrents dans sa correspondance avec ses proches.
Même si la plupart de ses connaissances devaient savoir qu’Emily Dickinson écrivait, l’étendue de son œuvre n'est connue qu’après sa mort, en 1886, quand Lavinia, sa plus jeune sœur, découvre sa cachette de poèmes. Son premier recueil posthume est ainsi publié en 1890 par des relations personnelles, Thomas Wentworth Higginson et Mabel Loomis Todd, qui en altèrent fortement le contenu. Ce n’est qu’avec l’édition de Thomas H. Johnson en 1955, Les Poèmes d’Emily Dickinson (The Poems of Emily Dickinson), que paraît pour la première fois un recueil complet et pratiquement intact de ses écrits. Malgré des critiques défavorables et un grand scepticisme vis-à-vis de ses capacités littéraires de la fin du XIXe siècle au début du XXe siècle, les critiques anglo-saxons considèrent à présent Emily Dickinson comme une poétesse américaine majeure,.

## Biographie

### Environnement familial et enfance

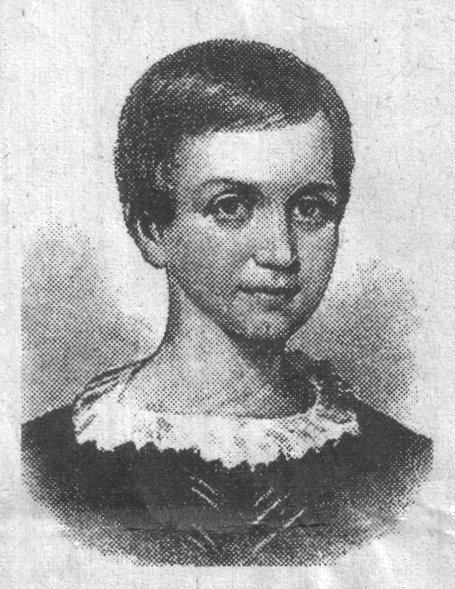
Dessin représentant Emily à 9 ans. D'après un portrait d'Emily, Austin et Lavinia enfants.

Emily Elizabeth Dickinson est née à Amherst, le 10 décembre 1830, dans une famille qui, sans être très riche, est socialement en vue dans la Nouvelle-Angleterre.
Deux cents ans plus tôt, avec la première vague migratoire puritaine, ses ancêtres avaient rejoint le Nouveau Monde — où ils prospéreront. Avocats, enseignants et fonctionnaires politiques figurent dans l’arbre généalogique d’Emily : l’un de ses ancêtres a été secrétaire de la mairie de Wethersfield (Connecticut) en 1659.
Samuel Fowler Dickinson, le grand-père d’Emily, bâtit pratiquement à lui seul l'Amherst College,. En 1813, il construit la propriété familiale, une grande maison dans la rue principale de la ville, qui deviendra le centre de la vie de famille des Dickinson durant une grande partie du siècle. Il est, pendant quarante ans, juge du comté de Hampton ( Massachusetts), secrétaire de la mairie, représentant à la Cour générale et sénateur au Sénat d’État.

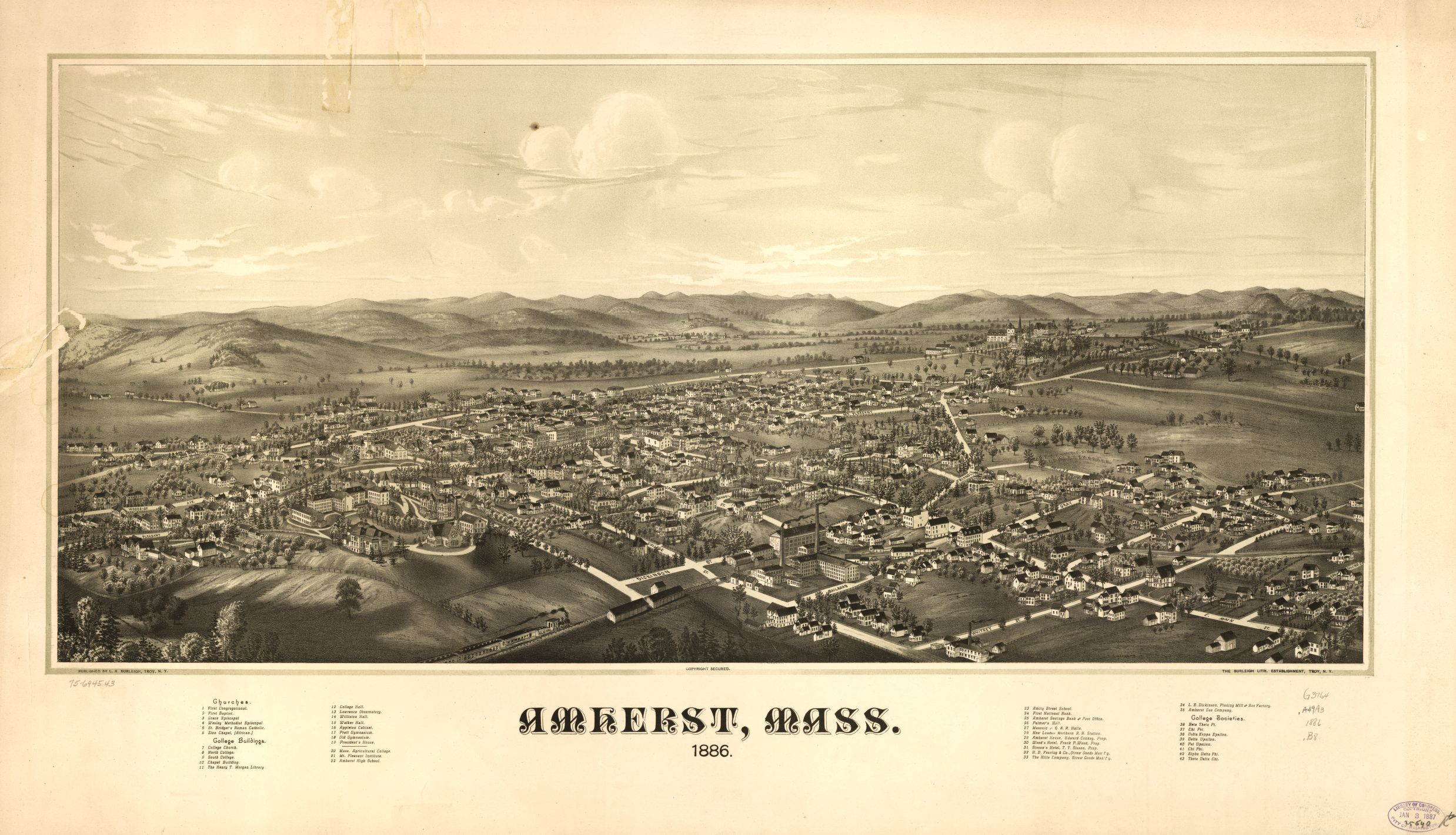
Vue panoramique d’Amherst, la ville natale d’Emily, prise l’année de sa mort.

Le fils aîné de Samuel Dickinson, Edward (en), avocat de l’université Yale, est juge à Amherst, représentant à la Chambre des députés du Massachusetts, sénateur à la capitale de l’État et, pour finir, représentant pour l’État du Massachusetts au Congrès de Washington. Pendant près de quarante ans, il est le trésorier d'Amherst College, et fonde la ligne ferroviaire Massachusetts Central Railroad. Le 6 mai 1828, il épouse Emily Norcross de Monson dans le Massachusetts. Ils ont trois enfants : William Austin Dickinson (en) (1829–1895), également appelé Austin, Aust ou Awe, Emily Elizabeth et Lavinia Norcross Dickinson (en) (1833–1899), appelée Lavinia ou Vinnie. L’épouse d’Edward reste clouée au lit à la fin de sa vie et est à la charge de ses filles.
Tout laisse à penser qu’Emily est une petite fille sage. Lors d’une longue visite à Monson, alors qu’elle a 2 ans, Elizabeth, la tante d’Emily, la décrit comme « parfaite et contente. Elle est une enfant charmante et facile ». Elle note également l’attirance de l’enfant pour la musique et son talent particulier pour le piano, qu’elle appelle « la moosic ».
Emily suit l’école primaire dans un bâtiment de deux étages sur Pleasant Street. Son éducation est « ambitieusement classique pour une enfant de l’époque victorienne ». Son père tient à ce que ses enfants soient bien éduqués et suit leurs progrès même lorsqu'il est au loin pour son travail. Quand Emily a 7 ans, il écrit à la maison, rappelant à ses enfants de « continuer l’école, et d’apprendre, afin de me raconter, quand je reviendrai à la maison, combien de nouvelles choses vous avez apprises ». Alors qu’Emily décrit constamment son père de manière chaleureuse, sa correspondance suggère que sa mère est souvent froide et distante. Dans une lettre à une de ses confidentes, elle écrit : « si quelque chose m’arrivait, je courais toujours à la maison vers Awe [Austin]. Il était une mère épouvantable mais c'était mieux que rien ».
Le 7 septembre 1840, Emily et sa sœur Lavinia entrent ensemble au collège d'Amherst, une ancienne école de garçons qui avait ouvert ses portes aux filles deux ans plus tôt. À la même époque, son père acquiert une maison sur North Pleasant Street. Austin, le frère d’Emily, décrira plus tard cette immense maison comme le « château » sur lequel il régnait avec Emily quand leurs parents étaient absents. La maison donne sur le cimetière d'Amherst, un cimetière sans arbre et « menaçant » selon le pasteur.

### Contexte historique

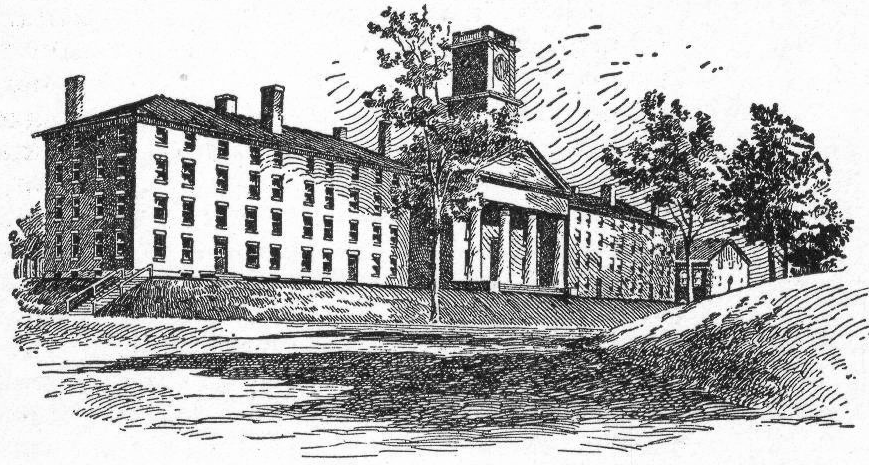
Chapelle et résidences universitaires d’Amherst College (illustration d’un annuaire de l’institution).

Emily Dickinson naît dans la période précédant la guerre de Sécession, à un moment où de forts courants idéologiques et politiques s’affrontaient dans la haute et moyenne bourgeoisie américaine.
Même les familles les plus aisées n'ont alors ni eau chaude ni salle de bains. Les tâches ménagères représentent une charge énorme pour les femmes (même dans la famille Dickinson qui, en raison de sa position économique confortable, dispose d’une servante irlandaise). De ce fait, la préoccupation d’Emily pour obtenir une bonne éducation constitue une exception dans la société rurale de la Nouvelle-Angleterre de son époque.
La chorale de l’église est pratiquement la seule expression artistique acceptée par la sévère religion puritaine partout présente. L’orthodoxie protestante de 1830 considère les romans comme une « littérature dissipée » et interdit les jeux de cartes et la danse. Il n’existe pas plus de concerts de musique classique que de représentations théâtrales. Pâques et Noël ne sont pas célébrés jusqu'en 1864, année où la première Église épiscopale, qui y introduit ses coutumes, est établie à Amherst. Les réunions de femmes seules, autres que pour le thé quotidien entre voisines, ne sont pas tolérées non plus.
Une fois l’Amherst College fondé par le grand-père et le père d’Emily, l’union entre celui-ci et l'église commence à former des missionnaires qui partent d’Amherst pour propager les idéaux protestants dans les recoins les plus reculés du monde. Le retour occasionnel de certains de ces religieux aboutit à l’introduction de concepts, d’idées et de visions nouvelles dans la société conservatrice du village qui commence alors à établir un contact avec le monde extérieur et tend à abandonner les coutumes et croyances d’antan plus rapidement que dans les autres endroits de la région.

### Adolescence
| They shut me up in Prose — As when a little Girl They put me in the Closet — Because they liked me "still" — Still! Could themselves have peeped — And seen my Brain — go round — They might as wise have lodged a Bird For Treason — in the Pound — | Ils m’ont enfermée dans la Prose — Comme lorsque j’étais une Petite Fille Ils m’enfermaient dans le Placard — Parce qu’ils me voulaient « calme » — Calme ! S’ils avaient pu jeter un œil — Et espionner dans mon esprit — le visiter — Ils auraient aussi bien pu enfermer un Oiseau Pour trahison — à la fourrière — |

Emily passe plusieurs années à l’Amherst Academy où elle a pour condisciple Helen Hunt Jackson, elle y suit des cours d’anglais, littérature classique, latin, botanique, géologie, histoire, « philosophie mentale » et arithmétique. Elle s’absente quelques trimestres pour cause de maladie ; sa plus longue absence a lieu entre 1845 et 1846, quand elle ne suivra les cours que pendant onze semaines.
Dès son plus jeune âge, Emily est perturbée par la « menace grandissante » de la mort, et plus spécialement de celle de ses proches. Quand Sophia Holland, son amie proche et sa cousine au second degré, attrape le typhus et meurt en avril 1844, Emily est traumatisée. Deux ans plus tard, se remémorant l’événement, Emily écrit : « Il me semblait que je devais mourir aussi s’il ne m’était pas permis de veiller sur elle ni même de regarder son visage ». Elle devient si mélancolique que ses parents l’envoient faire un séjour chez des parents à Boston afin de se rétablir. Elle en revient guérie, physiquement et moralement, et retourne à ses études à l’Amherst Academy. Elle rencontre alors ceux qui deviendront des amis de toute une vie, comme Abiah Root, Abby Wood, Jane Humphrey et Susan Huntington Gilbert (qui épousera plus tard Austin, le frère d’Emily).
En 1845, un second Grand réveil (Second Great Awakening) a lieu à Amherst et entraine quarante-six confessions de foi parmi les proches d’Emily. L’année suivante, elle écrit à un ami : « Je n’ai jamais connu une paix et un bonheur aussi parfaits que pendant la courte période où je pensais avoir trouvé mon sauveur ». Elle poursuit en précisant que c’était son « plus grand plaisir de communier avec Dieu le Très-Haut et de sentir qu’Il écoutait mes prières. ». Ce sentiment ne dure pas : Emily Dickinson ne fera jamais de déclaration de foi formelle et n’assistera aux services religieux que quelques années. Vers 1852, après sa phase religieuse, elle écrit un poème qui commence par : « Certains suivent le Sabbat en allant à l’église - / Je le suis, en restant à la Maison ».
Durant sa dernière année à l’Amherst Academy, Emily se lie d’amitié avec Leonard Humphrey, le jeune et populaire nouveau principal. Après avoir terminé son dernier trimestre scolaire le 10 août 1847, elle s’inscrit au séminaire du Mont Holyoke (The Mount Holyoke Female Seminary), fondé par Mary Lyon (l’établissement deviendra plus tard le Mount Holyoke College) et situé à South Hadley, à 16 km d'Amherst. Elle reste au séminaire seulement dix mois. Et même si elle apprécie ses consœurs de Holyoke, Emily n’en conservera aucune amitié durable. Les explications concernant la courte durée de son séjour diffèrent considérablement : sa santé fragile, la volonté de son père de l’avoir auprès de lui, sa rébellion contre la ferveur évangélique de l’école, la discipline de ses professeures ou, plus simplement, le mal du pays. Quelle que soit la raison de son départ, son frère Austin vient la chercher le 25 mars 1848 pour la ramener à la maison. De retour chez elle, Emily Dickinson se consacre aux activités domestiques. Elle se met à faire la cuisine pour sa famille et participe aux manifestations locales et aux activités de la ville universitaire naissante.

### Premières influences et premiers écrits
Alors qu’Emily a 18 ans, la famille Dickinson se lie d’amitié avec un jeune avoué, Benjamin Franklin Newton. D’après une lettre qu’écrira Emily après la mort de Newton, il a été « avec mon père pendant deux ans, avant de partir pour Worcester poursuivre ses études, et il demeurait beaucoup avec notre famille ». Même si leur relation n’était probablement pas d’ordre sentimental, Newton eut une influence formatrice et deviendra le deuxième (après Humphrey) d’une longue série d’hommes plus âgés auquel Emily Dickinson fera référence en tant que tuteur, précepteur ou maitre.
Newton lui fait probablement découvrir les écrits de William Wordsworth et lui offre son premier livre de Ralph Waldo Emerson qui aura sur elle un effet libératoire. Elle écrira plus tard que celui « dont le nom me fut révélé par l’étudiant en droit de mon père, toucha un ressort secret ». Newton la tient en haute estime et reconnait en elle une poétesse. Alors qu’il est en train de mourir de la tuberculose, il lui écrit qu’il aimerait vivre jusqu'à ce qu’elle atteigne la grandeur qu’il perçoit. Les biographes d’Emily Dickinson pensent que cette déclaration de 1862 fait référence à Newton : « Lorsque j’étais petite fille, j’avais un ami, qui m’apprit l’Immortalité — mais s’en approchant trop près lui-même, il ne revint jamais ».
Emily Dickinson connaît non seulement la Bible mais également la littérature populaire contemporaine. Elle est probablement influencée par les Lettres de New York de Lydia Maria Child, un autre cadeau de Newton (après l’avoir lu, elle s’enthousiasme : « Ça c’est un livre ! Et il y en a plein d’autres ! »). Son frère lui apporte en secret, car son père risque de désapprouver, une copie de Kavanagh de Henry Wadsworth Longfellow et, fin 1849, un ami lui prête Jane Eyre de Charlotte Brontë. L’influence de Jane Eyre ne peut être mesurée mais, quand Emily Dickinson adopte son premier et unique chien, un terre-neuve, elle l’appelle Carlo d’après le chien du personnage St. John River. William Shakespeare a également une forte influence sur sa vie. Se référant à ses pièces de théâtre, elle écrit à un ami : « Pourquoi serrer d’autres mains que celle-ci ? » et à un autre : « Pourquoi aurait-on besoin d’un autre livre ? ».

### Âge adulte et réclusion
Début 1850, Emily Dickinson écrit que « Amherst est vivant et amusant cet hiver… Oh, c’est une ville magnifique ! ». Mais sa bonne humeur se transforme rapidement en mélancolie après un nouveau décès. Le principal de l’Amherst Academy, Leonard Humphrey, meurt brusquement à l’âge de 25 ans d’une « congestion du cerveau ». Deux ans après sa mort, elle révèle à son ami, Abiah Root, l’étendue de sa dépression : « … certains de mes amis sont partis, et certains de mes amis sont endormis — endormis du sommeil du cimetière — l’heure du soir est triste — c’était jadis mon heure d’étude — mon maitre a trouvé le repos, et les pages ouvertes du livre, et l’étudiant « seul » à l’école, me fait monter les larmes aux yeux, et je ne peux pas les balayer ; je ne le ferai pas si je le pouvais, car elles sont le seul hommage que je puisse rendre au défunt Humphrey ».
Durant les années 1850, Emily Dickinson entretient une relation intense et affectueuse avec Susan Gilbert. Jusqu’à la fin de leur relation, Emily lui enverra plus de trois cents lettres, plus qu’à la plupart de ses correspondants. En général, ses missives quémandent l’affection de Sue et s’effraient de la non-réciprocité de son admiration, mais comme Susan est souvent distante et désagréable, Emily est continuellement blessée par cette amitié tempétueuse. Néanmoins, d'autres avancent qu'Emily Dickinson et Susan Gilbert (épouse Dickinson) ont en fait entretenu une relation amoureuse, de l'adolescence jusqu'à la mort d'Emily,. L'analyse à l'aide de photographies de haute qualité à l'Institute for Advanced Technology in the Humanities de l'Université de Virginia a dévoilé que de nombreuses lettres avaient été altérées et étaient adressées à Susan. Susan soutient la poétesse, jouant le rôle de « meilleure amie, autorité, muse et conseillère, dont Emily suit parfois les suggestions rédactionnelles ; elle joue un rôle fondamental dans le processus créatif d’Emily ». Susan épouse Austin en 1856, après une cour de quatre ans mais leur mariage n’est pas heureux. Edward Dickinson leur construit une maison, the Evergreen, sur la partie ouest de la propriété familiale.

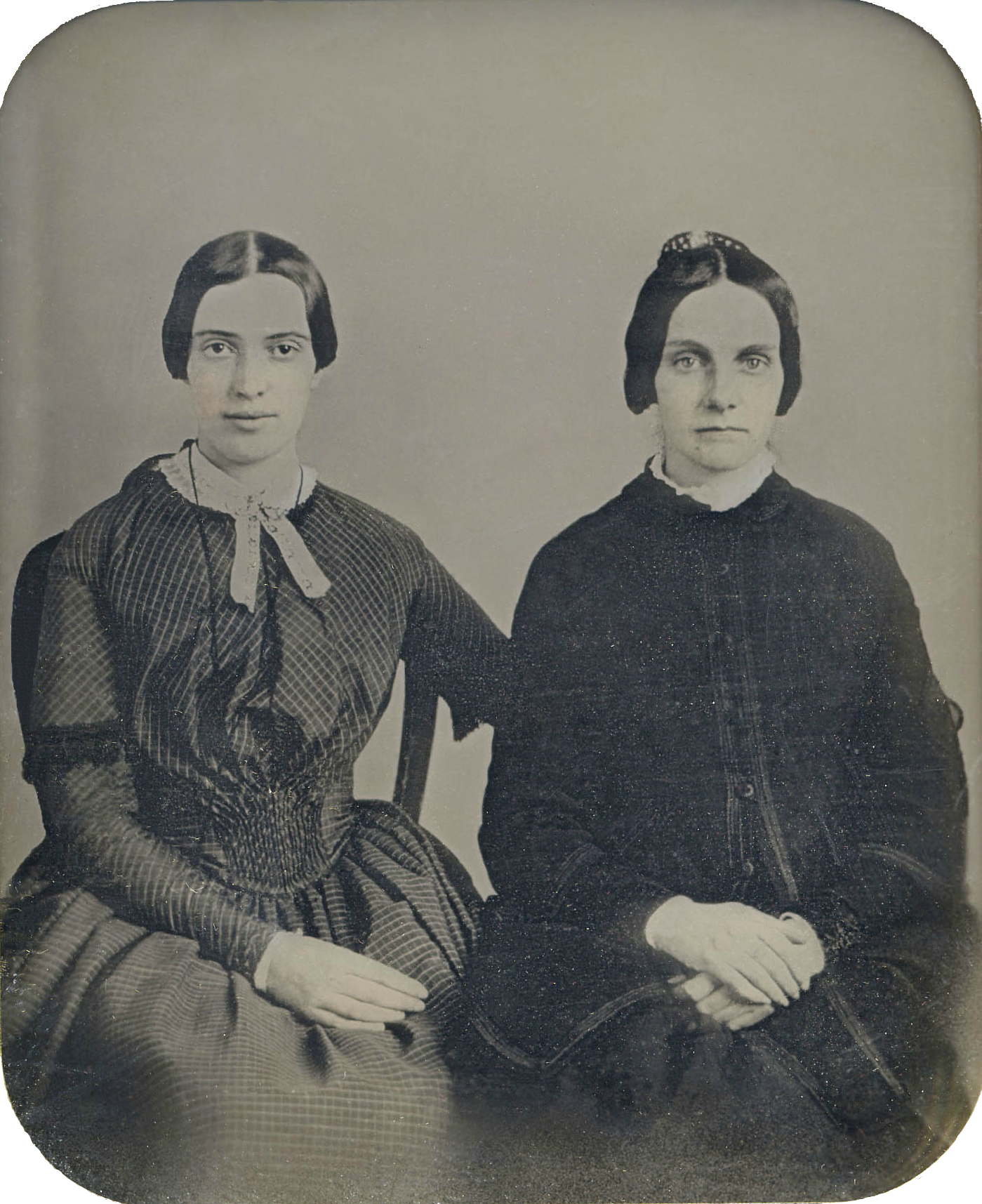
Portrait supposé d’Emily Dickinson (à gauche, avec son amie Kate Scott Turner), l’une des deux photographies connues. Prise vers 1859 et découverte en 2000 sur eBay par Philip F. Gura, son authenticité n’est pas prouvée.

Jusqu’en 1855, Emily ne s’est jamais beaucoup éloignée d’Amherst. Au printemps de cette année-là, avec sa mère et sa sœur, elle entreprend ce qui sera son voyage le plus long et le plus lointain. Elles passent d’abord trois semaines à Washington, où son père représente le Massachusetts au Congrès des États-Unis. Les deux semaines suivantes, elles visitent de la famille à Philadelphie. Là, Emily rencontre Charles Wadsworth, un célèbre pasteur de l’église presbytérienne d'Arch Street (The Arch Street Presbyterian Church), avec lequel elle liera une amitié solide qui durera jusqu’à sa mort en 1882. Après 1855, elle ne le reverra que deux fois (il déménagea à San Francisco en 1862), mais elle se réfère à lui comme « mon Philadelphie », « mon Pasteur », « mon plus cher ami sur terre » et « mon Berger de la Jeunesse ».
Dès le milieu des années 1850 et jusqu’à sa mort en 1882, la mère d’Emily est clouée au lit par de nombreuses maladies chroniques. Écrivant à un ami durant l’été 1858, Emily dit qu’elle lui aurait rendu visite si elle pouvait quitter « la maison, ou mère. Je ne sors pas du tout, de peur que père puisse venir et que je le manque, ou que je manque quelque petit évènement que je pourrais oublier, si je venais à fuir — Mère est comme d’habitude. J’ignore qu’espérer pour elle ». Alors que sa mère dépérit, les responsabilités domestiques d’Emily deviennent de plus en plus lourdes et elle se confine à l’intérieur de la propriété familiale. Emily fait sien ce rôle et « trouvant agréable cette vie avec ses livres et dans la nature, continue à la vivre ».
Se retirant de plus en plus du monde extérieur, Emily commence en été 1858 ce qui sera son héritage. Révisant des poèmes qu’elle avait écrits auparavant, elle commence à recopier son travail au propre et assemble ainsi avec soin des livres manuscrits. Les quarante fascicules qu’elle crée de 1858 à 1865 contiendront finalement près de huit cents poèmes. Nul ne connaissait l’existence de ces livres, jusqu’à sa mort.
À la fin des années 1850, les Dickinson se lient d’amitié avec Samuel Bowles, le propriétaire et éditeur en chef du Springfield Republican, et avec sa femme, Mary. Ils rendent régulièrement visite aux Dickinson durant les années suivantes. Pendant cette période, Emily envoie à Samuel plus de trois douzaines de lettres et près de cinquante poèmes. Leur amitié est le terreau de certains de ses écrits les plus intenses et Samuel Bowles publie quelques-uns de ces poèmes dans son journal,. il est probable que c’est entre 1858 et 1861 qu’Emily écrivit Les Lettres du Maitre (The Master Letters). Ces trois lettres, adressées à un inconnu simplement appelé « Maître », continuent de faire l’objet de spéculations et de conflits parmi les spécialistes.
Les premières années de 1860, après qu’Emily s'est largement retirée de toute vie sociale, sont ses plus productives en tant qu’écrivaine. Ses proches la surnomment la « Reine Recluse », la « vierge amoureuse », ou la « nonne d’Amherst ». Pour Higginson, elle est « sa poétesse à demi fêlée ».

### «Mes Vers sont-ils vivants?»
En avril 1862, Thomas Wentworth Higginson, un critique littéraire, abolitionniste radical et ancien pasteur, écrit à la Une du The Atlantic Monthly un article intitulé : Lettre à un jeune journaliste (Letter to a Young Contributor). Dans cet essai, il exhorte les aspirantes et aspirants écrivains à « emplir leur style de vie », prodigue des conseils pratiques à celles et ceux qui veulent être publiés. Recherchant un mentorat littéraire que personne près d’elle ne peut lui fournir, Emily lui envoie une lettre.
« M. Higginson,
 êtes-vous trop occupé pour me dire si mes Vers sont vivants ?
 L’Esprit est si proche lui-même – il ne peut voir, distinctement – et je n’ai personne à qui demander – 
 Si vous pensez qu’ils respirent – et que vous ayez le loisir de me le dire, j’en ressentirais une prompte gratitude – 
 Si je suis dans l’erreur – et que vous osiez me le dire – vous me feriez un honneur sincère – 
 J’inclus mon nom – vous priant, s’il vous plait – Monsieur – de me dire ce qui est vrai – 
 Il n’est pas nécessaire de vous demander – de ne pas me trahir – car l’Honneur est son propre garant - »
La lettre n’est pas signée mais Emily joint dans l’enveloppe son nom sur une carte et quatre de ses poèmes. Higginson rend hommage à son travail mais lui suggère d’en retarder la publication jusqu’à ce qu’elle en ait écrit davantage. Elle lui assure que publier lui est aussi étranger mais elle suggère que « si la gloire [l’appelle], [elle] ne [peut] lui échapper ».
Dans ses lettres à Higginson, Emily Dickinson se complaît dans des auto-descriptions théâtrales et mystérieuses. Elle dit d’elle-même : « Je suis petite, comme le roitelet, et mes cheveux sont épais, comme la bogue du châtaignier, et mes yeux sont comme le sherry que laissent les invités au fond du verre ». Elle accentue sa nature solitaire, affirmant que ses seuls compagnons sont les collines, le coucher du soleil et son chien, Carlo. Elle mentionne également que si sa mère « ne s’intéresse pas à la Pensée », son père lui amène des livres mais la supplie « de ne pas les lire — car il a peur qu’ils perturbent l’Esprit ». Emily apprécie ses conseils, elle l’appelle « M. Higginson » ou « Cher ami » et signe ses lettres : « Votre Gnome » et « Votre disciple ». L’intérêt qu’il porte à son travail lui apporta certainement un important soutien moral. Des années plus tard, Emily dira à Higginson qu’il lui a sauvé la vie en 1862. Ils correspondront jusqu’à sa mort.

### La femme en blanc
Après avoir fait preuve d’une intense productivité au début des années 1860, Emily Dickinson écrit beaucoup moins de poèmes en 1866. En proie à ses deuils personnels, manquant d’aide dans les travaux domestiques, il est possible qu’elle ait trop à surmonter pour maintenir son niveau précédent d’écriture. Après l’avoir accompagnée pendant seize ans, son chien Carlo meurt ; Emily ne le remplacera jamais. Malgré le départ de la domestique, partie pour se marier après neuf ans au service de la famille, il faut attendre 1869 pour que les Dickinson la remplacent. Une fois encore, Emily hérite des activités domestiques, cuisine comprise, activité dans laquelle elle excelle.
| A solemn thing – it was – I said – A Woman – White – to be – And wear – if God should count me fit – Her blameless mystery – | Une chose solennelle – c’était – je vous le dis – Une Femme – Blanche – qui est - et qui porte – si Dieu me le permet – Son mystère irréprochable - |

À cette époque, le comportement d’Emily commence à changer. Elle ne quitte plus la propriété qu’en cas de nécessité absolue et, dès 1867, commence à parler à ses visites à travers une porte plutôt que face à face. Elle acquiert une notoriété locale ; on la voit rarement, et quand on la voit, elle est généralement vêtue de blanc. La pièce de sa garde-robe qui lui a survécu est une robe blanche en coton, probablement cousue aux environs de 1878-1882. Peu d’autochtones, qui échangèrent des messages avec elle durant les quinze dernières années de sa vie, la virent en personne. Austin et sa famille commencent à protéger la solitude d’Emily, décidant de ne pas en faire un sujet de discussion avec les personnes extérieures. Malgré sa réclusion physique, Emily est socialement active et s’exprime à travers ce qui constitue deux-tiers des notes et lettres qui nous sont parvenues. Lorsque des invités viennent à la propriété familiale ou à Evergreens, elle se retire souvent et envoie des petits cadeaux sous forme de fleurs ou de poèmes. Toute sa vie, elle entretient d’excellents rapports avec les enfants. Mattie Dickinson, le deuxième enfant d’Austin et Sue, dira plus tard que « Tante Emily représente « l’indulgence » ». MacGregor (Mac) Jenkins, le fils d’amis de la famille qui écrira en 1891 un court article appelé Un souvenir d’enfance d’Emily Dickinson (A Child's Recollection of Emily Dickinson), se rappelle qu’elle offrait toujours son aide aux enfants du voisinage.
Quand Higginson la presse d’aller à Boston en 1868 afin de pouvoir enfin la rencontrer, elle décline l’invitation et écrit : « Je serais très heureuse s’il venait à votre convenance de voyager aussi loin qu’Amherst mais moi, je ne traverserai pas les terres de mon Père pour me rendre dans quelque Maison ou ville que ce soit ». Ils ne se rencontreront qu’en 1870, lorsqu’il se rendra à Amherst. Plus tard, dans ce qui est la description la plus détaillée et la plus vivante d’Emily, il parle d’elle comme « une petite femme ordinaire avec deux bandeaux lisses de cheveux roux… dans un piqué blanc clair et exquis et un châle bleu ouvragé en laine peignée ». Il dit également qu’il n’a jamais été « avec quiconque qui épuise autant mes nerfs. Sans la toucher, elle puise en moi. Je suis content de ne pas vivre auprès d’elle ».

### Bouquets de fleurs et poésies
Le professeur Judith Farr note que, de son vivant, Emily « est peut-être plus connue comme jardinière que comme poétesse ». Elle prend des cours de botanique dès l’âge de neuf ans et, avec ses sœurs, entretient le jardin de Homestead. Tout au long de sa vie, elle rassemble une collection de plantes séchées dans un herbier relié en cuir de soixante six pages. Il contient 424 spécimens de fleurs séchées qu’elle a cueillies, classées et étiquetées en utilisant le système de la nomenclature binominale. De son temps, le jardin de Homestead est connu et admiré. Mais il n’a pas survécu et Emily n’avait conservé aucun calepin de jardinage, ni liste de plantes. Cependant, il est possible d'en avoir une bonne impression à travers les lettres et les souvenirs de sa famille et de ses amis. Sa nièce, Martha Dickinson Bianchi, se souvient de « tapis de muguet et de pensées, de rangs de pois de senteur et de jacinthes, il y en avait suffisamment en mai pour donner la dyspepsie à toutes les abeilles de l’été. Il y avait des rubans de haies de pivoines et des amoncellements de jonquilles, des soucis à foison – un vrai rêve de papillon ». Emily cultive notamment des fleurs exotiques parfumées, et écrit qu’elle « peut vivre aux iles des épices simplement en traversant la salle à manger vers la serre, où les plantes sont accrochées dans des paniers ». Elle envoie fréquemment à ses amis des bouquets de fleurs auxquels sont attachés des poèmes, et « ils appréciaient les bouquets plus que la poésie ».

### Décès des êtres chers
Le 16 juin 1874, à Boston, le père d’Emily subit une attaque cérébrale et meurt. Pendant les obsèques qui se tiennent dans l’entrée de Homestead, Emily se cantonne dans sa chambre, la porte légèrement ouverte. Elle ne participe pas non plus à la cérémonie funèbre du 28 juin. Elle écrit à Higginson que le cœur de son père « était pur et terrible et je crois qu’aucun autre comme lui n’existe ». Un an plus tard, le 15 juin 1875, la mère d’Emily subit également une attaque qui la laisse paralysée d’un côté du corps et la fait souffrir de pertes de mémoire. Se plaignant des besoins croissants de sa mère, aussi bien sur le plan physique que mental, elle écrit : « La Maison est si loin de la Maison ».
| Though the great Waters sleep, That they are still the Deep, We cannot doubt – No vacillating God Ignited this Abode To put it out – | Bien que les grandes Eaux sommeillent, Et soient encore Profondes On ne peut douter – Qu’aucun Dieu vacillant N’a enflammé cette Demeure Pour l’éteindre - |

Otis Phillips Lord, un vieux juge siégeant à la Cour suprême judiciaire du Massachusetts à Salem, fait la connaissance d’Emily Dickinson en 1872 ou 1873. Après la mort de sa femme, en 1877, son amitié avec Emily devint probablement une romance de vieillesse mais ceci n’est qu’une supposition, la plupart de leurs lettres ayant été détruites,. Emily trouve en Lord une âme sœur, notamment en matière d’intérêts littéraires communs, les lettres qui nous sont parvenues citent les œuvres de William Shakespeare comme Othello, Antoine et Cléopâtre, Hamlet et Le Roi Lear. En 1880, il lui offre Complete Concordance to Shakespeare de Cowden Clarke (1877). Emily écrit : « Alors que d’autres vont à l’Église, je vais à la mienne, car n’êtes-vous pas mon Église, et n’avons-nous pas un cantique que seul nous connaissons ? ». Elle l’appelle « Mon beau Salem », et ils s’écrivent religieusement tous les dimanches. Emily attend ce jour avec impatience ; un fragment d’une de ses lettres fait état que « Mardi est un jour profondément déprimant ».
Après avoir été gravement malade pendant de longues années, le juge Lord s’éteint en mars 1884. Emily se réfère à lui comme « notre dernière Perte ». Deux années auparavant, le 1er avril 1882, Charles Wadsworth, le « Berger de la Jeunesse » d’Emily, était également mort après une longue maladie.

### Déclin et mort
Même si elle continue à écrire durant ses dernières années, Emily Dickinson arrête de classer ses poèmes et oblige sa sœur Lavinia à lui promettre de brûler ses papiers. Cette dernière ne se mariera pas et demeurera à Homestead jusqu’à sa mort en 1899.

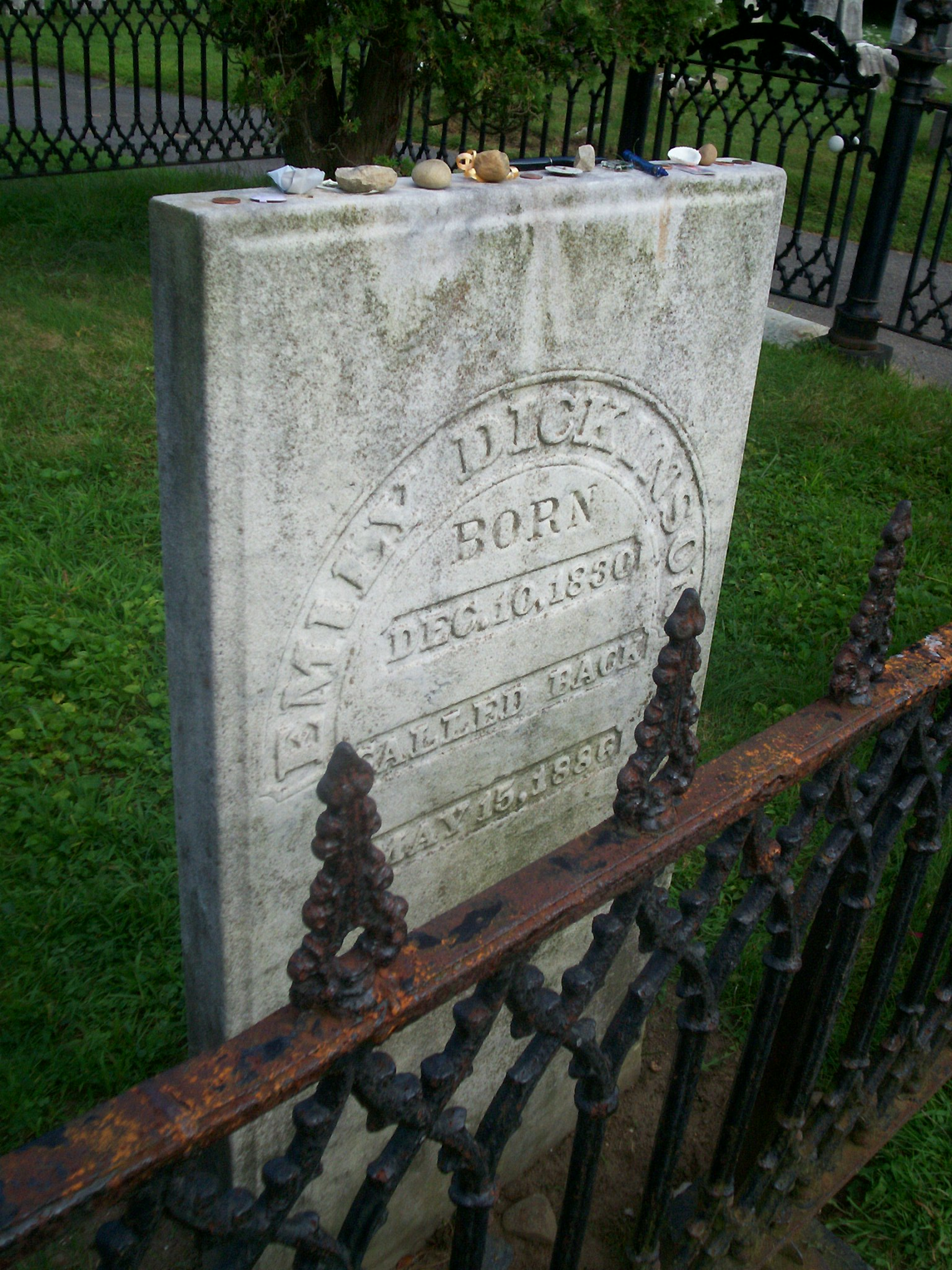
Pierre tombale d’Emily Dickinson dans le carré familial

Les années 1880 sont difficiles pour les Dickinson. Se détachant irrémédiablement de sa femme, Austin tombe amoureux en 1882 de Mabel Loomis Todd, qui vient d’emménager récemment dans la région. Mabel n’a jamais rencontré Emily mais, intriguée, elle se réfère à elle comme « la femme que l’on appelle « le Mythe » ». Austin prend ses distances avec sa famille, faisant plutôt fructifier ses affaires, et sa femme en tombe malade de chagrin. La mère d’Emily meurt le 14 novembre 1882. Cinq semaines plus tard, Emily écrit : « Nous n’avons jamais été proches… même si elle était notre Mère – mais les Mines d’une même Terre se rencontrent en creusant un tunnel et quand elle devint notre Enfant, l’affection survint ». L’année suivante, Gilbert, le troisième et plus jeune enfant d’Austin et Sue – le préféré d’Emily – meurt de la fièvre typhoïde.
Alors que les morts se succèdent, Emily Dickinson voit son monde s’effondrer. À l’automne 1884, elle écrit que « les Décès ont été trop importants pour moi, et avant que mon cœur ait pu se remettre de l’un, un autre survenait ». Cet été là, elle voit « une grande obscurité arriver » et s’évanouit en faisant la cuisine. Elle reste inconsciente jusque tard dans la nuit et reste malade des semaines durant. Le 30 novembre 1885, sa faiblesse et ses autres symptômes sont si alarmants qu’Austin annule un voyage à Boston. Elle reste clouée au lit pendant quelques mois mais parvient à envoyer quelques lettres au printemps. Sa probable dernière lettre a été envoyée à ses cousines, Louise et Frances Norcross, et dit simplement « Petites Cousines, j’ai été rappelée. Emily ». Le 15 mai 1886, après plusieurs jours d’aggravation, Emily meurt à l’âge de 55 ans. Austin écrit dans son journal que « la journée a été terrible… elle a cessé cette horrible respiration juste avant que la cloche de l’après-midi ne sonne six heures ». Le médecin d’Emily attribue son décès au mal de Bright qui aurait duré deux ans et demi.
Emily Dickinson est enterrée dans un cercueil blanc, avec des héliotropes vanillées, des orchidées Calceolaria biflora et un bouquet de violettes,. La cérémonie funéraire, qui se tient dans la bibliothèque de Hamstead, est simple et courte ; Higginson, qui ne l’a rencontrée que deux fois, lit : No Coward Soul Is Mine (Mon âme n’est pas lâche), le poème d’Emily Brontë que préférait Emily Dickinson. À la demande d’Emily, son « cercueil ne fut pas conduit mais porté à travers un champ de renoncules », jusqu’au carré familial à l’ouest du Cimetière sur Triangle Street.

## Publications

### De son vivant
Malgré l’écriture prolifique d’Emily Dickinson, moins d’une douzaine de ses poèmes furent publiés de son vivant.
Entre 1858 et 1868, quelques poèmes sont imprimés dans le Springfield Republican de Samuel Bowles. Ils sont publiés anonymement et fortement altérés, notamment avec une ponctuation plus conventionnelle et des titres formels. Le premier poème, Personne ne connaît la petite rose, a probablement été publié sans la permission d’Emily. Le Republican diffuse Un étroit Personnage dans l’Herbe sous le titre Le Serpent, En sécurité dans leurs chambres d’albâtre sous le titre Le Sommeil et Flamboyant d’or et apaisé de violet sous le titre Coucher de soleil,. Le poème J’ai goûté une liqueur jamais distillée est un des exemples de version modifiée ; les deux dernières lignes de la première strophe ont été complètement réécrites pour correspondre aux rimes conventionnelles
| Texte original I taste a liquor never brewed – From Tankards scooped in Pearl – Not all the Frankfort Berries Yield such an Alcohol! | Version du Republican I taste a liquor never brewed – From Tankards scooped in Pearl – Not Frankfort Berries yield the sense Such a delirious whirl! |

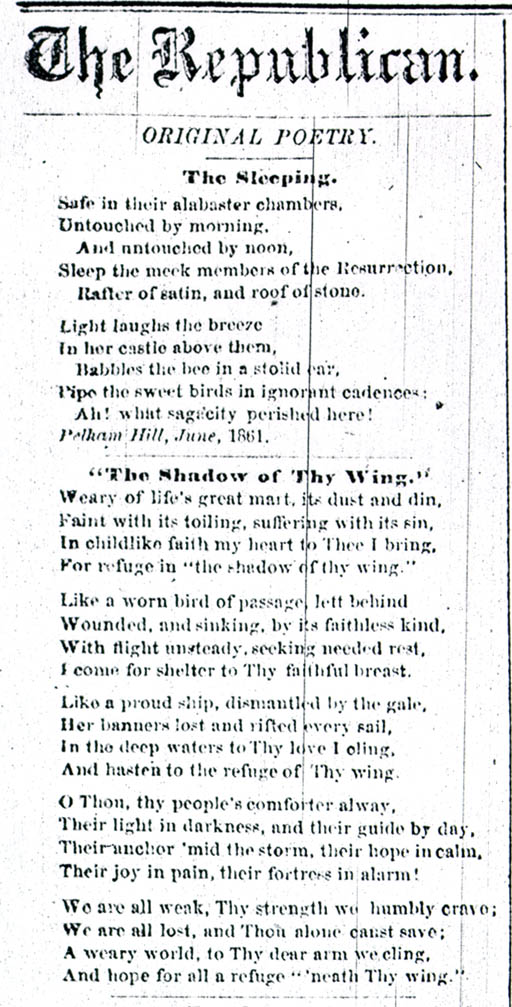
En sécurité dans leurs chambres d’albâtre - titré Le Sommeil, tel qu’il a été publié dans le Springfield Republican en 1862.

En 1864, plusieurs poèmes sont modifiés et publiés dans Drum Beat, afin de lever des fonds pour les soins médicaux des soldats de l’Union. Un autre poème parait en avril 1864 dans le Brooklyn Daily Union.
En 1870, Higginson montre les poèmes d’Emily à Helen Hunt Jackson, qui était à l'Amherst Academy à la même période qu’elle. Helen était très introduite dans le monde de l’édition et réussit à convaincre Emily de publier anonymement son poème Success is counted sweetest dans A Masque of Poets. Mais le poème est, encore une fois, modifié pour s’accorder aux goûts contemporains. Ce fut le dernier publié du vivant d’Emily Dickinson.
Après que sa sœur, Lavinia, a découvert les recueils de près de mille huit cents poèmes, le premier volume de ses œuvres est publié quatre ans après sa mort. Jusqu’à la parution en 1955 de Complete Poems (Poèmes complets) de Thomas H. Johnson, sa poésie était considérablement révisée et modifiée par rapport à la version originale. Depuis 1890, Emily Dickinson n’a pas cessé d’être éditée.

### Posthume
Après la mort d’Emily, Lavinia tient sa promesse et brûle une grande partie de sa correspondance. Cependant, elle n’avait laissé aucune instruction au sujet des quarante livrets et feuilles volantes rassemblés dans un coffre fermé à clé. Lavinia reconnaît la valeur des poèmes et devient obsédée par leur publication. Elle demande alors de l’aide à la femme de son frère, Susan, puis à sa maîtresse, Mabel Loomis Todd. Une querelle s'ensuit, divisant les manuscrits entre les maisons de Mabel et de Sue, et empêchant la publication des œuvres complètes d’Emily pendant plus d’un demi-siècle.

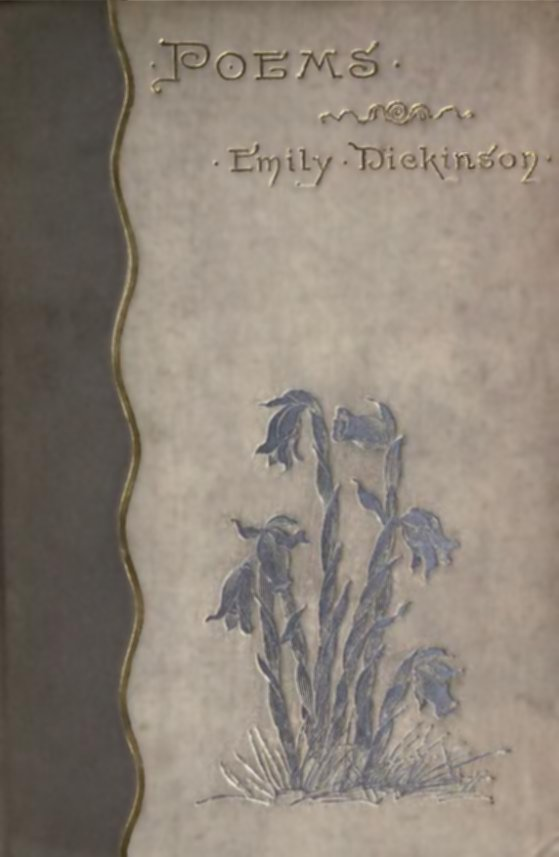
Couverture de la première édition de Poèmes, publié en 1890.

Le premier volume des Poèmes d’Emily Dickinson, édité conjointement par Mabel Loomis Todd et T. W. Higginson, paraît en novembre 1890. Même si Mabel Todd prétend que seuls des changements essentiels ont été faits, les poèmes ont été largement modifiés pour convenir aux standards de ponctuation et de majuscule de la fin du XIXe siècle, se permettant des réécritures occasionnelles pour diminuer les circonlocutions d’Emily,. Le premier volume, rassemblant 115 poèmes, est un succès critique et financier, et sera réédité onze fois pendant deux ans. Poems: Second Series suit en 1891, déjà réédité cinq fois en 1893; une troisième série parait en 1896. En 1892, un critique écrit : « Le monde ne sera pas satisfait tant que la moindre bribe de ses écrits, lettre ou œuvre littéraire n’aura pas été publiée ». Deux ans plus tard, deux volumes paraissent rassemblant des lettres d’Emily Dickinson fortement modifiées. En parallèle, Susan Dickinson place quelques poèmes d’Emily dans des magazines littéraires comme Scribner's Magazine ou The Independent.
Entre 1914 et 1929, la nièce d’Emily, Martha Dickinson Bianchi, publie une nouvelle série de recueils, incluant de nombreux poèmes inédits mais toujours avec une ponctuation et des majuscules normalisées. D’autres volumes suivront dans les années trente, édités par Mabel Todd et Martha Dickinson, puis Millicent Todd Bingham rendant progressivement disponibles des poèmes inconnus jusque-là.
La première publication critique a lieu en 1955 sous la forme de trois nouveaux volumes publiés par Thomas H. Johnson. Ils seront la base de toute étude ultérieure de l’œuvre d’Emily Dickinson. Pour la première fois, les poèmes sont imprimés quasiment sous leur forme originale. Ils n’ont pas de titre, sont classés dans un ordre chronologique approximatif, parsemés de tirets et de majuscules irrégulières, et souvent extrêmement elliptiques. Trois ans plus tard, Thomas Johnson et Theodora Ward éditent et publient un recueil complet des lettres d’Emily.

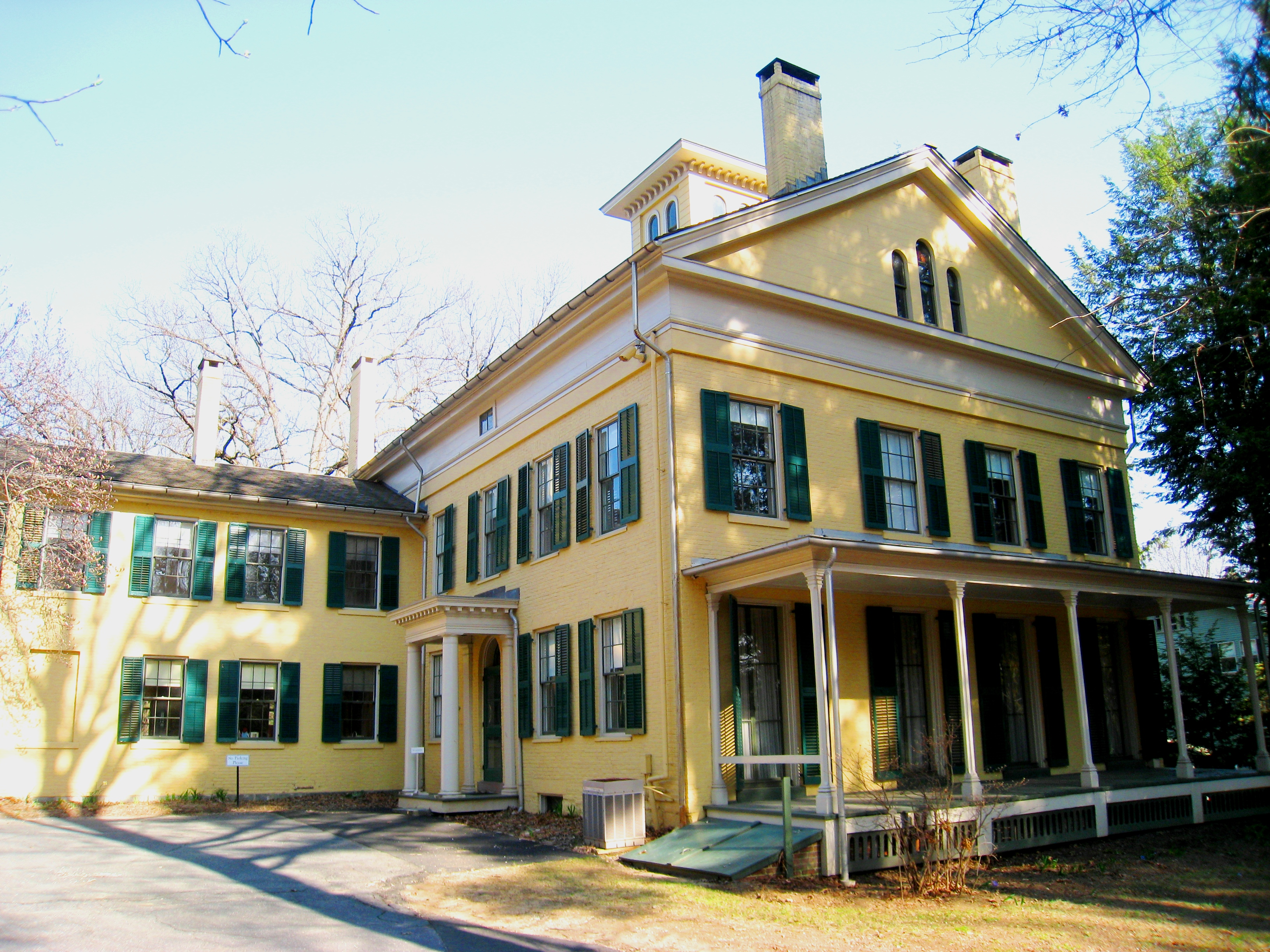
La maison des Dickinson aujourd'hui : Emily Dickinson Museum.

Les deux demeures de la famille Dickinson à Amherst, The Homestead (où Emily vivait) et The Evergreens, ont été transformées en musée en 2003 : c'est l'Emily Dickinson Museum.

## Poésie
On peut diviser en trois périodes distinctes l’œuvre poétique d’Emily Dickinson.
- Avant 1861 : des poèmes conventionnels et sentimentaux[127]. Thomas H. Johnson, qui publia The Poems of Emily Dickinson, parvient à dater cinq poèmes avant 1858[128]. Deux d’entre eux sont de faux billets de la Saint-Valentin écrits dans un style très alambiqué et humoristique et deux autres sont des poèmes conventionnels dont l’un parle de son frère, Austin, qui lui manque. Le cinquième poème, qui commence par I have a Bird in spring (J’ai un oiseau au printemps), parle de son chagrin de perdre une amitié et a été envoyé à son amie Sue Gilbert[128].

- 1861–1865 : sa période la plus créative, ses poèmes sont plus énergiques et émotionnels. Johnson estime qu’elle a écrit 86 poèmes en 1861, 366 en 1862, 141 en 1863 et 174 en 1864. Il pense également que c’est à cette époque qu’elle développe pleinement les thèmes de la vie et de la mort[67].

- Après 1866 : on estime que les deux-tiers de son œuvre poétique ont été écrits avant cette date[67].

### Principaux thèmes
Comme Emily Dickinson n’a laissé aucun écrit quant à ses objectifs esthétiques et que ses thèmes étaient très éclectiques, son travail est difficile à attribuer à un genre quelconque. On la considère parfois comme une transcendentaliste proche de Ralph Waldo Emerson (dont Emily admirait les poèmes). Cependant, Judith Farr rejette cette analyse en avançant que la poétesse a un « esprit scrutant sans cesse… ce qui ne peut que dégonfler l’élévation aérienne des Transcendantaux ». Elle utilise aussi souvent l’humour, les jeux de mots, l’ironie et la satire.
Les thèmes principaux de l’œuvre d’Emily Dickinson sont les suivants :
- Fleurs et jardins. Judith Farr note que ses « poèmes et ses lettres concernent pratiquement toujours les fleurs » et que les allusions aux jardins font référence à un « royaume imaginaire… dans lequel les fleurs font office d’emblèmes pour les actions et les émotions ». Elle associe les fleurs comme la gentiane et l’anémone avec la jeunesse et l’humilité ; d’autres avec la prudence et perspicacité. Quand elle envoie ses poèmes à ses amis, ils sont souvent accompagnés de lettres et de petits bouquets. On remarque que l’un de ses premiers poèmes, écrit en 1859, « assimile la poésie elle-même avec les bouquets » :

| My nosegays are for Captives – Dim – long expectant eyes – Fingers denied the plucking, Patient till Paradise – To such, if they sh'd whisper Of morning and the moor – They bear no other errand, And I, no other prayer | Mes bouquets sont pour des yeux Captifs - Incertains – et attendant depuis longtemps - Les Doigts refusent de cueillir, Patientent jusqu’au Paradis - Pour eux – s’ils doivent chuchoter Du matin et de la terre - Ils ne portent aucun autre message, Et moi, aucune autre prière |

.
- Les poèmes au Maître. Emily Dickinson laisse un grand nombre de poèmes adressés à Signor, Sir et Master (Seigneur, Monsieur, Maître) qui est « l’amoureux (d’Emily) pour toute l’éternité ». Ses confessions poétiques sont souvent « brûlantes dans leur introspection », « poignantes pour le lectorat » et empruntent leurs métaphores aux textes et peintures contemporaines d’Emily. La famille Dickinson pensait que ces textes s’adressaient à des personnes réelles mais beaucoup de spécialistes ont rejeté depuis cette analyse. Judith Farr, par exemple, prétend que le Maître est une personne composite inatteignable, « humaine, avec des caractéristiques spécifiques mais divine » et spécule que le Maître est une « sorte de muse chrétienne »[133].

- Le Macabre. Les poèmes d’Emily Dickinson reflètent sa « fascination précoce et permanente » pour la maladie, l’agonie et la mort. Surprenant pour une célibataire de Nouvelle-Angleterre, ses poèmes font allusion à la mort par de nombreuses méthodes : « crucifixion, noyade, pendaison, asphyxie, froid, ensevelissement vif, arme à feu, poignard et guillotine ». Ses idées les plus fortes sont réservées au « coup mortel porté par Dieu » et à « l’enterrement intellectuel »; elles sont souvent renforcées par des images de soif et de faim. Vivian Pollak, spécialiste d’Emily Dickinson, considère que ses références sont un reflet autobiographique de la « persona assoiffée et affamée » d’Emily, une expression externe de son image indigente d’elle-même : petite, mince et frêle. Ses poèmes les plus complexes psychologiquement explorent le thème de la perte de l'appétit pour la vie qui provoque la mort du soi et le considère comme « un intermédiaire au meurtre et au suicide »[134].

- Poèmes évangéliques. Tout au long de sa vie, Emily écrit des poèmes reflétant sa préoccupation pour les enseignements de Jésus Christ et beaucoup lui sont même adressés. Elle souligne la pertinence des Évangiles contemporains et les recrée, avec souvent « de l’esprit et dans un langage plus familier ». L’experte Dorothy Oberhaus pense que « le trait saillant unissant les poétesses chrétiens… est leur attention révérencieuse pour la vie de Jésus Christ » et soutient que les structures profondes d’Emily la placent dans « la tradition poétique de la dévotion chrétienne » aux côtés de Gerard Manley Hopkins, T. S. Eliot et W. H. Auden. Dans un poème sur la Nativité, Emily combine légèreté et esprit pour revisiter un ancien thème :

| The Savior must have been A docile Gentleman – To come so far so cold a Day For little Fellowmen The Road to Bethlehem Since He and I were Boys Was leveled, but for that would be A rugged billion Miles – | Le Sauveur devait être ; Un Gentleman bien docile – Pour venir si loin en un jour si froid Pour de petits Semblables La Route de Bethléem Depuis que Lui et moi étions enfants A été aplanie, mais pour que cela soit il fallut Un milliard de rudes Miles – |

.
- Le Continent Inexploré. L’universitaire Suzanne Juhasz considère qu’Emily Dickinson voit l’intellect et l’esprit comme des endroits tangibles que l’on peut visiter et elle y a vécu la plus grande partie de sa vie. Souvent, elle se réfère à cet endroit intensément privé comme « le continent inexploré » et elle l’embellit avec une imagerie de la nature. À d’autres moments, l’imagerie est plus sombre et menaçante — châteaux et prisons, avec leurs corridors et salles —, créant une demeure pour le « soi » où on peut habiter avec tous les autres soi-même. Le poème suivant met en exergue plusieurs de ces idées :

| Me from Myself – to banish – Had I Art – Impregnable my Fortress Unto All Heart – But since myself—assault Me – Except by subjugating Consciousness And since We're mutual Monarch How this be Except by Abdication – Me – of Me? | De Moi-même – me bannir - Si j’en avais l’Art - Imprenable ma forteresse De Tout Cœur - Mais puisque moi-même – je M’agresse - Sauf en soumettant La Conscience Et puisque Nous sommes notre Monarque mutuel Comment cela est-il possible Excepté par Abdication - par Moi – de Moi-même ? |

.
Emily Dickinson est inscrite au National Women's Hall of Fame.

## Extraits
This is my letter to the World
    That never wrote to Me —
The simple News that Nature told -
    With tender Majesty
Her Message is committed
    To Hands I cannot see -
For love of Her - Sweet - countrymen -
    Judge tenderly - of Me
I’m nobody! Who are you ?
Are you nobody, too ?
Then there’s a pair of us — don’t tell !
They’d banish us, you know.
How dreary to be somebody !
How public, like a frog
To tell your name the livelong day
To an admiring bog !

## Œuvre

### Éditions en anglais
- (en) Thomas H. Johnson (ed), The Complete Poems of Emily Dickinson, Boston: Little, Brown & Co., 1960 (ISBN 0-316-18413-6)
- The Poems of Emily Dickinson, présenté par R. W. Franklin, Cambridge: Belknap Press, 1999  (ISBN 0-674-67624-6)

### Éditions en français
- Vingt poèmes, Paris, Minard, 1963.
- Quarante-sept poèmes, traduction de Philippe Denis, Genève, La Dogana, 1987.
- Poèmes, Paris, Belin, 1989.
- Vivre avant l'éveil, Paris, Arfuyen, 1989.
- Une âme en incandescence, traduction et présentation de Claire Malroux, coll. « Domaine romantique », Paris, José Corti, 1998.
- Autoportrait au roitelet, Paris, Hatier, 1990.
- Lettre au monde, Limon, 1991.
- Escarmouches, Paris, La Différence, 1992.
- Lettres au maître, à l'ami, au précepteur, à l'amant, traduction et présentation de Claire Malroux, coll. « Domaine romantique », Paris, José Corti, 1999.
- Quatrains et autres poèmes brefs, traduction et présentation de Claire Malroux, édition bilingue, Paris, Gallimard, coll. « Poésie », 2000.
- Avec amour, Emily, traduction et présentation de Claire Malroux, coll. « Domaine romantique », Paris, José Corti, 2001.
- Car l'adieu, c'est la nuit, édition bilingue français-anglais, traduction et présentation de Claire Malroux, coll. « NRF », Paris, Gallimard, 2007.
- Lieu-dit, l'éternité : Poèmes choisis, édition bilingue français-anglais, traduction et présentation de Patrick Remaux, coll. « Points », Paris, Seuil, 2007.
- Y aura-t-il pour de vrai un matin ?, traduction et présentation de Claire Malroux, coll. « Domaine romantique », Paris, José Corti, 2008.
- Poésies complètes, édition bilingue, traduction de Françoise Delphy, Paris, Flammarion, 2009, (réédition en 2020, revue et corrigée).
- Menus abîmes, traduction d'Antoine de Vial (1re partie), Orisons, 2012.
- En poussière honorée, traduction de Philippe Denis, La Ligne d'ombre, 2013.
- Nous ne jouons pas sur les tombes : poésies 1863, édition bilingue, traduction de François Heusbourg, avant-propos de Caroline Sagot Duvauroux, Éditions Unes, 2015.
- Ainsi parlait Emily Dickinson, dits et maximes de vie choisis, traduits de l'américain et présentés par Paul Decottignies, Paris-Orbey, Éditions Arfuyen, coll. « Ainsi parlait », 2016.
- Ses oiseaux perdus : poésies 1882-2886, édition bilingue, traduction de François Heusbourg, postface de Maxime Hortense Pascal, Éditions Unes, 2017.
- Un ciel étranger : poésies 1864, édition bilingue, traduction de François Heusbourg, postface de Flora Bonfanti, Éditions Unes, 2019.
- Poésies complètes : The Poems of Emily Dickinson  (trad. de l'anglais par Françoise Delphy) (édition bilingue), Flammarion, 2020, 1500 p., 14,8 x 20,6 cm (ISBN 9782081518780, présentation en ligne).
- Je cherche l'obscurité : poésies 1866-1871, édition bilingue, traduction de François Heusbourg, postface de Raluca Maria Hanea, Éditions Unes, 2021.
- Les Poésies d'amour d'Emily Dickinson, choisies, traduites et présentées par Jean-Marc Lanteri, éditions Circé.
- Poésies d’Emily, préface de Lou Doillon, illustrées par la peinture moderniste américaine, Éditions Diane de Selliers, Paris, 2023.
- Du côté des mortels : poésies 1860-1861, édition bilingue, traduction de François Heusbourg, postface de Claude Ber, Éditions Unes, 2023.

## Hommages et postérité
- 1973 : cérémonie d'admission d'Emily Dickinson au National Women's Hall of Fame[137].
- Elle est une des 39 convives attablées dans l'œuvre d’art contemporain The Dinner Party (1974-1979) de Judy Chicago[138].
- Le cratère vénusien Dickinson est nommé en son honneur en 1985[139].
- Un jardin porte son nom à Paris, le square Emily-Dickinson, dans le 20e arrondissement[140].
- Tōru Takemitsu, compositeur japonais, utilise plusieurs fois des extraits de ses poèmes comme titres de ses œuvres (Quotation of Dream, Say, Sea, Take me[141] ; And then I knew 'twas wind[142]...).
- Cioran rend hommage à Emily Dickinson dans plusieurs de ses ouvrages et en particulier dans ses Cahiers, 1957-1972 publiés à titre posthume en 1997 où il écrit notamment : « Je ne me suis jamais autant attaché à un poète qu’à Emily Dickinson. Son monde, qui m’est familier, me le serait davantage, si j’avais eu l’audace et l’énergie d’épouser tout à fait ma solitude. […] Je donnerais tous les poètes pour Emily Dickinson. »
- Damien Top, compositeur français, a mis en musique deux poèmes d'Emily Dickinson en 2004 : Dickinson songs : 1. It was given to me ; 2. Before I got my eyes put out, créés par la soprano américaine Brenda Witmer.
- Philippe Hersant, compositeur français, a mis en musique sept de ses poèmes (commande de la Maîtrise de Radio France[143]), pour piano et voix égales : February hour, Summer is away, Wise Orion, Time, Little hive, The son of ecstasy, Auroral light.
- Christian Bobin, écrivain français, publie en 2007 aux éditions Gallimard un livre sur Emily Dickinson, intitulé La Dame blanche[144].
- Tarik O'Regan, compositeur anglo-américain, met en musique deux poèmes ( Had I Not Seen the Sun ; I Had No Time to Hate) d'Emily Dickinson en 2007. Ceux-ci ont été enregistrés par l'ensemble Conspirare pour Harmonia Mundi USA en 2008.
- En 2008, Johnny Hallyday consacre une chanson sur son album Ça ne finira jamais à la poétesse, Emily.
- Dans Les Simpson, saison 22 (2010-2011) - épisode 1, Lisa cite son nom après une référence que fait son grand-père sans le savoir.
- En 2011, le chanteur britannique David Sylvian lui rend hommage dans l'album Died in the wool
- La chanteuse Jashaél chante Emily (Dickinson) en 2012, la pochette du single étant très largement inspiré du daguerréotype de 1846.
- En 2015, la chanteuse américaine Lisa Doby lui rend hommage dans sa chanson Emily Dickinson.
- Barbara Eramo, autrice compositrice italienne, publie en 2014 Emily, mise en musique de poésies d'Emily Dickinson.
- Un film de fiction A Quiet Passion, réalisé par Terence Davies en 2016, retrace une partie de la vie d'Emily Dickinson.
- La chanson Emily Dickinson de l'Irlandais Duke Special retrace les grandes lignes de la vie de la poétesse, en 2017.
- Le film Wild Nights with Emily, réalisé par Madeleine Olnek en 2018, retrace une partie de la vie d'Emily Dickinson, en particulier sa relation avec une autre femme.
- Le groupe de rock et heavy metal américain Clutch consacre à la poétesse la huitième chanson de son disque Book of Bad Decisions, paru en 2018 sur le label Weathermaker records.
- Frédéric Pajak consacre en 2018 le 7e volume de sa série d'essais à la vie de la poétesse, qu'il met alors en parallèle avec celle d'une autrice russe, Marina Tsvetaieva[145].
- Nohad Salameh consacre un portrait à la vie d'Emily Dickinson dans son essai Marcheuses au bord du gouffre: onze figures tragiques des lettres féminines, paru aux éditions Lettre volée en 2018[146].
- Une série télévisée intitulée Dickinson retrace librement la jeunesse d'Emily Dickinson avec une vision humoristique et moderne. Elle met en scène l'actrice et chanteuse Hailee Steinfeld dans le rôle de la poétesse et est diffusée sur le service Apple TV+[147] depuis fin 2019 jusqu’à la mi-2022.
- Dominique Lacout, L'Interminable Ombre de la Mort. Poems for Emily (14 poèmes en hommage à Emily Dickinson), Feuilles d'herbe, 2021.
- En 2022, le groupe de rock français Cinétiqua met en musique un de ses poèmes, I like a look of agony, sous le titre Agony[148].
- La romancière québécoise Dominique Fortier publie deux romans reprenant la vie d'Emily Dickinson : Les Villes de papier en 2018 et Les Ombres blanches en 2022, aux éditions québécoises Alto.